# شركة أبو ظبي لصناعات الاسمدة
شركة أبو ظبي لصناعات الاسمدة (ادفرت) (بالإنجليزية: Abu Dhabi Fertilizer Industries Co.)‏ تأسست عام 1995 في أبو ظبي بالإمارات العربية المتحدة بالشراكة مع الشركة الدولية الدولية للتقنية والتجارة (ITT) والتي تعد واحدة من أكبر الشركات الزراعية العاملة في مجال بيع وتسويق الأسمدة. واندمجت مع ادفرت في عام 1997 وشركة SQM ‏ من تشيلي والتي تعتبر أكبر منتج في جميع أنحاء العالم من الأسمدة المتخصصة مع عقود من الخبرة في مجال تغذية النبات.

## جوائز
- جائزة الشيخ خليفة الصناعية:

الجائزة البرونزية 1997 / الجائزة الذهبية 1999
جائزة الماس 2000
- جائزة البيئية وخدمة العملاء:

جائزة البيئة للنطاق 2000 / خدمة العملاء جائزة 1999 / خدمة العملاء جائزة 2000

## وصلات خارجية
- الموقع الرسمي